# Xã Cove Creek, Quận Washington, Arkansas
Xã Cove Creek (tiếng Anh: Cove Creek Township) là một xã thuộc quận Washington, tiểu bang Arkansas, Hoa Kỳ. Năm 2010, dân số của xã này là 715 người.